# Sergei Jewgenjewitsch Wolkow
Sergei Jewgenjewitsch Wolkow (russisch Сергей Евгеньевич Волков; * 9. September 2002 in Tschita) ist ein russischer Fußballspieler.

## Karriere

### Verein
Wolkow begann seine Karriere beim FK Tschita. Zur Saison 2016/17 wechselte er zum FK Krasnodar. Im August 2018 spielte er erstmals für die dritte Mannschaft Krasnodars in der Perwenstwo PFL. In der Saison 2018/19 kam er zu vier Drittligaeinsätzen. In der COVID-bedingt abgebrochenen Saison 2019/20 kam er zu sieben Einsätzen. In der Saison 2020/21 spielte er ausschließlich im U-19-Team.
Zur Saison 2021/22 rückte der Verteidiger in den Kader der zweiten Mannschaft Krasnodars. Für diese debütierte er im Juli 2021 gegen die Reserve von Spartak Moskau in der Perwenstwo FNL. Im September 2021 stand er erstmals im Kader der ersten Mannschaft. Sein Debüt für diese in der Premjer-Liga gab er dann im April 2022 gegen Rubin Kasan. Bis zum Ende der Spielzeit absolvierte Wolkow vier Erstliga- und 24 Zweitligapartien. In der Saison 2022/23 kam er nur noch einmal für die Zweitligamannschaft zum Zug, für die Profis spielte er 27 Mal im russischen Oberhaus. In der Saison 2023/24 kam er zu 22 Einsätzen.
Zur Saison 2024/25 wechselte Wolkow zum Ligakonkurrenten Zenit St. Petersburg.

### Nationalmannschaft
Wolkow spielte im August 2017 erstmals für eine russische Jugendnationalauswahl. Im September 2022 debütierte er im U-21-Team. Im September 2023 gab er in einem Testspiel gegen Katar sein Debüt in der A-Nationalmannschaft.